# Чемпионат Китая по международным шашкам среди мужчин 2013
Чемпионат Китая по международным шашкам среди мужчин 2013 прошёл   в Тайюане, провинция Шаньси. В турнире участвовали 44 спортсмена.

## Призёры
| Место | Участник    | Очки |
| ----- | ----------- | ---- |
| 1     | Тянь Чэнчэн | 15   |
| 2     | Гао Вэньлун | 13   |
| 3     | Ли Чжэнью   | 13   |